# RoughRiders de Cedar Rapids
Les RoughRiders de Cedar Rapids sont une franchise amatrice de hockey sur glace situé à Cedar Rapids dans l'État de l'Iowa aux États-Unis. Elle est dans la division est de USHL.

## Historique

Logo de 1999 à 2013

L'équipe a été créé en 1983 sous le nom des Huskies de North Iowa, l'équipe adopte le nom des RoughRiders de l'Iowa en 1999.
Ils sont champions de l'USHL en 2005 et champions de la saison régulière en 2005 également.

## Résultats
| No | Saison    | Entraîneur(s) | Saison régulière | Saison régulière | Saison régulière | Saison régulière | Saison régulière | Saison régulière | Saison régulière | Saison régulière | Saison régulière        | Saison régulière | Séries éliminatoires | Séries éliminatoires | Séries éliminatoires | Séries éliminatoires | Séries éliminatoires                                                   | Séries éliminatoires |
| No | Saison    | Entraîneur(s) | PJ               | V                | D                | DP               | DF               | Pts              | BP               | BC               | Classement              | PJ               | V                    | D                    | BP                   | BC                   | Progression                                                            |                      |
| -- | --------- | ------------- | ---------------- | ---------------- | ---------------- | ---------------- | ---------------- | ---------------- | ---------------- | ---------------- | ----------------------- | ---------------- | -------------------- | -------------------- | -------------------- | -------------------- | ---------------------------------------------------------------------- | -------------------- |
| 1  | 1999-2000 | Mark Carlson  | 58               | 19               | 34               | 0                | 5                | 43               | 156              | 220              | 5e de la division USHLE | Non qualifiés    | Non qualifiés        | Non qualifiés        | Non qualifiés        | Non qualifiés        | Non qualifiés                                                          |                      |
| 2  | 2000-2001 | Mark Carlson  | 56               | 30               | 21               | 5                | 0                | 65               | 192              | 196              | 2e de la division Est   | 4                | 1                    | 3                    | 11                   | 24                   | 1-3 Stampede de Sioux Falls                                            |                      |
| 3  | 2001-2002 | Mark Carlson  | 61               | 33               | 21               | 7                | 0                | 73               | 188              | 161              | 2e de la division Est   | 8                | 4                    | 4                    | 17                   | 20                   | 3-1 Stars de Lincoln 1-3 Lancers d'Omaha                               |                      |
| 4  | 2002-2003 | Mark Carlson  | 60               | 27               | 26               | 3                | 4                | 61               | 157              | 180              | 2e de la division Est   | 7                | 3                    | 4                    | 18                   | 22                   | 3-1 ScareCrows de Topeka 0-3 Stars de Lincoln                          |                      |
| 5  | 2003-2004 | Mark Carlson  | 60               | 34               | 23               | 1                | 2                | 71               | 207              | 188              | 2e de la division Est   | 4                | 1                    | 3                    | 6                    | 10                   | 1-3 Wings de Danville                                                  |                      |
| 6  | 2004-2005 | Mark Carlson  | 60               | 42               | 13               | 1                | 4                | 89               | 229              | 157              | 1er de la division Est  | 11               | 9                    | 2                    | 41                   | 21                   | 3-0 Ice de l'Indiana 3-0 Steel de Chicago 3-2 Musketeers de Sioux City |                      |
| 7  | 2005-2006 | Mark Carlson  | 60               | 33               | 21               | 1                | 5                | 72               | 196              | 170              | 2e de la division Est   | 8                | 3                    | 5                    | 25                   | 28                   | 3-2 Ice de l'Indiana 0-3 Buccaneers de Des Moines                      |                      |
| 8  | 2006-2007 | Mark Carlson  | 60               | 37               | 18               | 2                | 3                | 79               | 239              | 189              | 2e de la division Est   | 6                | 4                    | 2                    | 22                   | 13                   | 4-0 Blue Jackets Junior de l'Ohio 0-2 Ice de l'Indiana                 |                      |
| 9  | 2007-2008 | Mark Carlson  | 60               | 33               | 22               | 1                | 4                | 71               | 200              | 156              | 3e de la division Est   | 3                | 0                    | 3                    | 5                    | 12                   | 0-3 Black Hawks de Waterloo                                            |                      |
| 10 | 2008-2009 | Mark Carlson  | 60               | 38               | 17               | 2                | 3                | 81               | 219              | 147              | 2e de la division Est   | 5                | 2                    | 3                    | 16                   | 24                   | 2-3 Ice de l'Indiana                                                   |                      |
| 11 | 2009-2010 | Mark Carlson  | 60               | 38               | 19               | 1                | 2                | 79               | 214              | 154              | 2e de la division Est   | 5                | 2                    | 3                    | 15                   | 15                   | 2-3 Ice de l'Indiana                                                   |                      |
| 12 | 2010-2011 | Mark Carlson  | 60               | 42               | 12               | 3                | 3                | 90               | 212              | 151              | 1er de la division Est  | 8                | 4                    | 4                    | 24                   | 21                   | Laissé-passé 3-1 Lumberjacks de Muskegon 1-3 Gamblers de Green Bay     |                      |
| 13 | 2011-2012 | Mark Carlson  | 60               | 27               | 21               | 5                | 7                | 66               | 195              | 189              | 5e de la division Est   | 2                | 0                    | 2                    | 5                    | 10                   | 0-2 Phantoms de Youngstown                                             |                      |
| 14 | 2012-2013 | Mark Carlson  | 64               | 25               | 30               | 0                | 9                | 59               | 188              | 221              | 6e de la division Est   | Non qualifiés    | Non qualifiés        | Non qualifiés        | Non qualifiés        | Non qualifiés        | Non qualifiés                                                          |                      |